# Blue Öyster Cult
Blue Öyster Cult és un grup de rock creat a Nova York el 1967 i encara es manté en actiu. El grup és especialment conegut per les seves cançons "(Don't Fear) The Reaper", "Godzilla", i "Burnin' for You". El grup és un dels pioners del heavy metal, per la seva música potent i l'ús de la ciència-ficció i la imatge de l'Ocultisme. Han venut més de 14 milions d'àlbums a tot el món.